# Wesley Sneijder
Pour les articles homonymes, voir Sneijder.
Wesley Sneijder (prononcé en néerlandais : [ˈʋɛsli ˈsnɛidər]), né le 9 juin 1984 à Utrecht aux Pays-Bas, est un footballeur international néerlandais évoluant au poste de milieu de terrain entre 2002 et 2019.
À ses débuts à l'Ajax Amsterdam et après un passage au Real Madrid, Sneijder fait un triplé historique avec l'Inter Milan de José Mourinho, et arrive en finale de Coupe du monde de 2010 avec les Pays-Bas. Sneijder est par ailleurs le joueur comptant le plus de sélections avec les Pays-Bas (134).
Il fait partie du Club van 100. Partant très largement favori pour remporter le Ballon d'or 2010, il termine 4e lors du vote, ce qui crée une vive polémique.
En août 2017, en fin de contrat avec le Galatasaray SK, il s'engage libre avec l'OGC Nice, qu'il quitte lors du mercato hivernal, 6 mois après son arrivée, pour rejoindre les qataris d'Al-Gharafa SC. En 2019, après dix-sept ans de carrière, Sneijder prend sa retraite sportive.
Ses deux frères, Rodney Sneijder et Jeffrey Sneijder, sont également footballeurs.

## Biographie

### Carrière en club

#### Enfance et jeunesse
Wesley Sneijder naît le 9 juin 1984 à Utrecht. Il baigne très vite dans l’univers du football, étant issu d'une famille de footballeurs. Ainsi, son père est un ancien joueur d'Eredivisie alors que son plus jeune frère Rodney Sneijder est également passé par le centre de formation de l’Ajax Amsterdam.
Il débute le football dans le club de sa ville natale  au 
DHSC (en). Rapidement, Wesley Sneijder intègre lui aussi l'académie de jeunes de l’Ajax. Talentueux et doué techniquement, il se voit proposer un premier contrat professionnel alors qu'il n'a que dix-sept ans.

#### Ajax Amsterdam (2002-2007)
Wesley Sneijder est pour la première fois intégré à l'équipe première de l'Ajax le 22 décembre 2002 lors d'un match remporté par son équipe contre le SBV Excelsior (0-2 score final) où il reste sur le banc des remplaçants. Il joue finalement son premier match le 2 février 2003, en étant titularisé face au Willem II Tilburg, faisant par la même occasion ses débuts en Eredivisie. Sneijder est titularisé lors de cette rencontre remportée largement par l'Ajax sur le score de six à zéro. Il continue à avoir du temps de jeu avec l'équipe première, débutant lors du quart de finale de Ligue des champions contre l'AC Milan le 23 avril 2003.
Quelques semaines plus tôt, le 5 mars 2003, Sneijder marquait son premier but pour l'Ajax lors d'une victoire 4-1 contre le FC Groningen en Coupe des Pays-Bas. Le 13 avril, il marquait son premier but en Eredivisie contre le NAC Breda lors d'une victoire 3-0. Il devient tout de suite un titulaire indiscutable dans le milieu de terrain de l'équipe, où il côtoie notamment Rafael van der Vaart, Zlatan Ibrahimović, Hatem Trabelsi, Steven Pienaar ou encore John Heitinga, la nouvelle génération dorée de l’Ajax. Sneijder s'illustre par sa qualité technique, ses coups de pied arrêtés et son sens de la passe. Avec l’Ajax, il remporte le titre de champion des Pays-Bas en 2004, malgré l'hégémonie du PSV Eindhoven à cette époque.
Le 24 août 2005, Sneijder se fait remarquer lors d'une rencontre qualificative pour la Ligue des champions face au Brøndby IF en marquant deux buts après être entré en jeu. Il permet ainsi à son équipe de s'imposer par trois buts à un.
Le 4 février 2007 il réalise le premier triplé de sa carrière, lors d'une rencontre de championnat face au rival du Feyenoord Rotterdam. L'Ajax s'impose par quatre buts à un ce jour-là.

#### Real Madrid (2007-2009)
À l'image de Rafael van der Vaart à Hambourg, les jeunes talents de l'Ajax quittent le club un à un et Sneijder n'échappe pas à la règle. Au mercato d'été 2007, il est recruté par le Real Madrid, le 12 août 2007, pour 26 millions d'euros, ce qui fait de lui le second joueur néerlandais le plus cher de l'histoire. En manque de résultats, le Real Madrid, entraîné par Bernd Schuster, compte sur le joueur pour redorer le blason du club.
Sneijder entame bien son histoire avec Madrid en inscrivant trois buts lors de ses deux premiers matchs de Liga : il permet en effet lors de la première journée au Real Madrid de s'adjuger le derby madrilène, de mêle la semaine suivante il est l'auteur d'un doublé lors de la victoire 5-0 du Real Madrid en déplacement sur la pelouse de Villareal. Au terme de la saison, il est l'auteur de neuf réalisations et remporte le titre de champion d'Espagne. Malgré cette première saison pleine au Real, la suite se complique pour le Néerlandais. À la sortie de l'Euro 2008, il se blesse au cours d'un match de pré-saison contre Arsenal. Il éprouve dès lors quelques difficultés à retrouver son niveau de l'année précédente. Dans un championnat dominé par le FC Barcelone, le Real peine à suivre le rythme et Sneijder, dont les performances sont en cause, ne tarde pas à perdre sa place de titulaire.
Le retour de Florentino Pérez à la présidence du Real pousse définitivement Sneijder vers la sortie, le club ayant besoin de dégraisser l'effectif après les acquisitions onéreuses de Cristiano Ronaldo et Kaká, entre autres. Au mois d'août 2009, José Mourinho, entraîneur de l'Inter Milan, engage Sneijder pour quinze millions d'euros.

#### Inter Milan (2009-2013)

##### La gloire immédiate: champion d'Italie, d'Europe, et du monde
Il dispute son premier match pour l'Inter Milan, le lendemain de sa signature avec le club lombard, le 29 août 2009, face à l'AC Milan. Le Derby de la Madonnina est remporté par l'Inter sur le large score de 4 à 0. Il inscrit son premier but pour les Nerazzurri le 3 octobre 2009, lors de la rencontre de Serie A face à l'Udinese, qui voit la victoire des Milanais sur le score de 2-1.
En Italie, Wesley Sneijder s'impose comme un joueur essentiel de l'entre-jeu intériste. Avec d'autres cadres tels que Maicon, Diego Milito et Samuel Eto'o, il mène l'Inter Milan à un triplé historique en remportant la Serie A, la Coupe d'Italie, et la Ligue des champions,. Sneijder a disputé 41 matchs pour 8 buts. Au terme de la saison, le président de l'Inter Massimo Moratti déclare le joueur intransférable, malgré des offres de Manchester United ou même du Real Madrid, qui vient d'embaucher José Mourinho comme entraîneur,. Sneijder exclut tout retour à Madrid, très remonté contre le manque de reconnaissance dont il a été l'objet un an plus tôt.

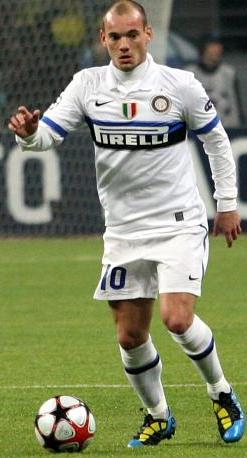
Sneijder sous le maillot de l'Inter Milan en avril 2010.

À la suite d'une saison pleine qui se conclut difficilement pour lui (défaite en finale de la Coupe du monde) Sneijder commence la saison 2010-2011 blessé. Il connait une période difficile sous la houlette du nouvel entraîneur de l'Inter Rafael Benítez, en effet l'équipe peine à s'imposer dans le haut du tableau et enchaîne difficilement les bonnes performances. Sneijder, à l'image de toute l'équipe, composée quasiment à l'identique de celle qui avait tout remporté l'année précédente semble fatigué et en dessous de son niveau. Il terminera quatrième au Ballon d'or 2010, une place qui déclenche une polémique au vu de ses performances et de son triplé en club, en plus de sa finale à la Coupe du monde avec la sélection néerlandaise. Il retrouvera de son niveau lors de la deuxième partie de saison avec l'arrivée de Leonardo comme nouvel entraîneur inscrivant des buts importants contre le Bayern Munich et l'AS Rome notamment. Il participe activement à la victoire de son équipe en Coupe d'Italie contre Palerme (2 passes décisives en finale).

##### Blessures et déclin
Annoncé sur le départ tout l'été. La saison 2011-2012 est plus difficile pour Sneijder. En effet, le nouvel entraîneur Gian Piero Gasperini adepte du 3-4-3 ne semble pas faire de Sneijder un élément essentiel de son dispositif. De plus les résultats catastrophiques de l'équipe n'améliorent pas sa situation. Gasperini est limogé au bout de quelques matchs, remplacé par Claudio Ranieri. Ce dernier, adepte du 4-4-2 ne semble pas savoir mieux utiliser Sneijder que son prédécesseur. De plus, Sneijder semble manquer d'implication et enchaîne les blessures, causes de longues absences. L'équipe relèvera la tête et enchaînera une série de 10 victoires d'affilée avec Sneijder sur le banc. À son retour les résultats sont à nouveau catastrophiques du fait d'une équipe pas à la hauteur et d'un entraîneur dépassé. Sneijder ne semble pourtant pas surnager parmi ses coéquipiers.
Claudio Ranieri est limogé à un mois de la fin du championnat remplacé par l’entraîneur des jeunes de l'Inter, Andrea Stramaccioni, lequel semble redonner confiance à Sneijder qui va retrouver un bon niveau sur les derniers matchs de la saison.
La saison 2012-2013 commence fort pour Wesley Sneijder. La présence du nouvel entraîneur Andrea Stramaccioni semble lui avoir redonné confiance. Il va peu à peu retrouver son niveau d'antan au cours des matchs de l'été ainsi que des premiers matchs de la saison. Néanmoins, après seulement cinq journées, il est de nouveau touché par une blessure au genou qui le tiendra éloigné des terrains pendant deux mois, l'équipe enchaînant pendant son absence une nouvelle série victorieuse. À la fin du mois de novembre 2012, une discussion débute entre le joueur et le club qui estime payer un salaire trop élevé pour ses performances et du fait de sa nouvelle politique d'assainissement des finances, Sneijder étant le joueur le mieux payé du club et de la Serie A. Il semble être hostile à toute forme de renégociation de son contrat, de plus les déclarations dans la presse du directeur technique Marco Branca laissent présager un avenir à court terme avec l'Inter.
Sur ses trois saisons et demi passées à l'Inter et malgré une première saison exceptionnelle, le Néerlandais n'aura jamais réussi à être régulier dans ses performances du fait de blessures récurrentes, de l'instabilité chronique du club ainsi que de son manque d'implication, pointé du doigt par plusieurs personnalités et par la presse.

#### Galatasaray SK (2013-2017)

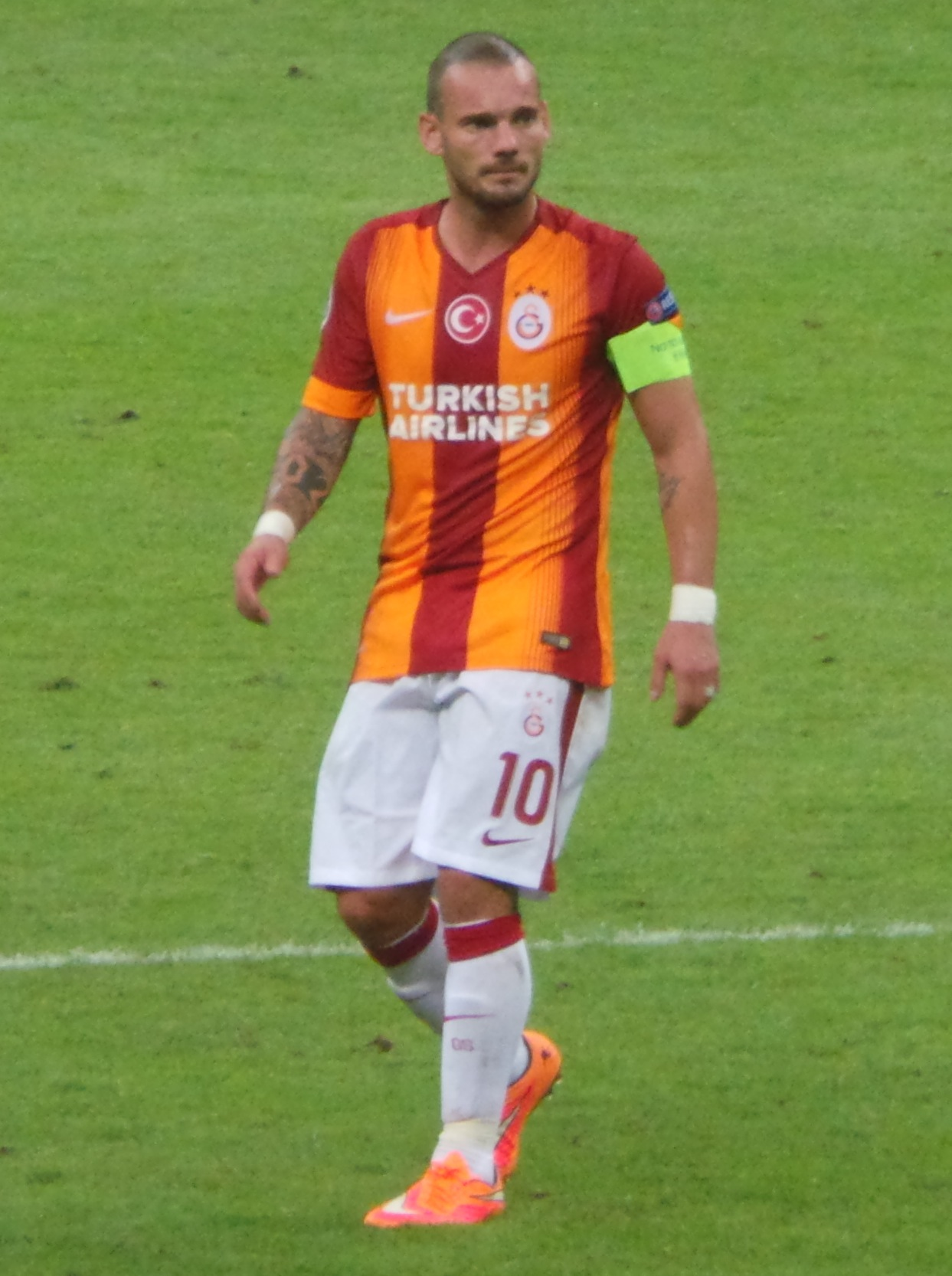
Wesley Sneijder en tant que capitaine du Galatasaray SK, en 2014.

Le 21 janvier 2013, Wesley Sneijder signe en Süper Lig au Galatasaray SK pour un contrat de trois ans et demi. Un transfert estimé à environ 7,5 M€ pour un salaire annuel de 3,2 M€ et 25 000€ supplémentaires par match joué. Il épaulera ainsi l'attaquant ivoirien Didier Drogba recruté par le club stambouliote. Il dispute son premier match le 27 janvier 2013, en rentrant à la 53e minute dans le derby contre le Beşiktaş JK remporté 2 à 1 par son équipe à domicile. Il est titularisé pour la première fois dans le onze de départ contre Antalyaspor le 10 février, . Il marque son premier but le 25 février 2013, en Süper Lig contre Orduspor, Galatasaray l'emporte 4-2.
Le 19 octobre 2013, il inscrit son premier doublé, en championnat, contre Karabükspor lors de la victoire de Galatasaray 2-1. Le 23 octobre 2013, il marque un but contre le FC Copenhague, en Ligue des champions, qui voit Galatasaray remporter la partie sur le score de 3-1.
Sneijder marque l'unique but, à la 85e minute, le 11 décembre 2013, en Ligue des champions, contre la Juventus. Ce but permet à son équipe de se qualifier en huitième de finale de la coupe aux grandes oreilles.
Le 2 février 2014, le joueur ayant acquis le surnom de The Sniper auprès des fans du club, marque le second triplé de sa carrière contre Bursaspor lors de la victoire de Galatasaray sur le large score de 6-0. Le 11 mai 2014, Sneijder est l'auteur d'un nouveau doublé en championnat face à Trabzonspor. Il permet à son équipe de s'imposer par quatre buts à un.
Le 18 octobre 2014, lors du bouillant derby entre Galatasaray et Fenerbahçe, le natif d'Utrecht distille deux coups de canon des 25 mètres, dans chacune des lucarnes adverses, pour donner la victoire aux siens (2-1). Un temps approché pour rejoindre l'Inter Milan de Frank de Boer en 2016, il reste finalement en Turquie.

#### OGC Nice (2017-2018)
Le 7 août 2017, il s'engage avec l'OGC Nice pour deux ans dont une en option. Il fait ses débuts le 19 août 2017 contre Guingamp, . Le 5 janvier 2018, après avoir disputé huit rencontres, il résilie son contrat. Rapidement mis de côté par Lucien Favre, Sneijder vit mal son expérience niçoise, alors qu'il a notamment réduit de moitié son salaire, et explique dans une interview ne pas comprendre « pourquoi ils m'ont recruté », ajoutant être « venu pour jouer et aussi pour rester en contact avec l'équipe nationale néerlandaise, mais ils ont complètement changé de système de jeu. L'entraîneur a soudain voulu autre chose, et ce dès le premier jour où je suis arrivé. »

#### Al-Gharafa SC (2018-2019)
Le 5 janvier 2018, six mois après son arrivée à l'OGC Nice, Sneijder signe à Al-Gharafa SC qui évolue en Qatar Stars League.
Sneijder joue son premier match pour Al-Gharafa le 12 janvier 2018 face au Al Ahli SC, en championnat. Il est titularisé et son équipe s'impose par deux buts à un. Il se montre décisif dès son deuxième match en marquant un but, le 20 janvier 2018 contre Umm-Salal SC, contribuant ainsi à la victoire des siens (2-4 score final).
Le 9 novembre 2018, après une expulsion qui le met en colère, il affirme avoir joué son dernier match au Qatar.
Le 12 août 2019, Sneijder annonce qu'il met un terme à sa carrière.

### Carrière internationale

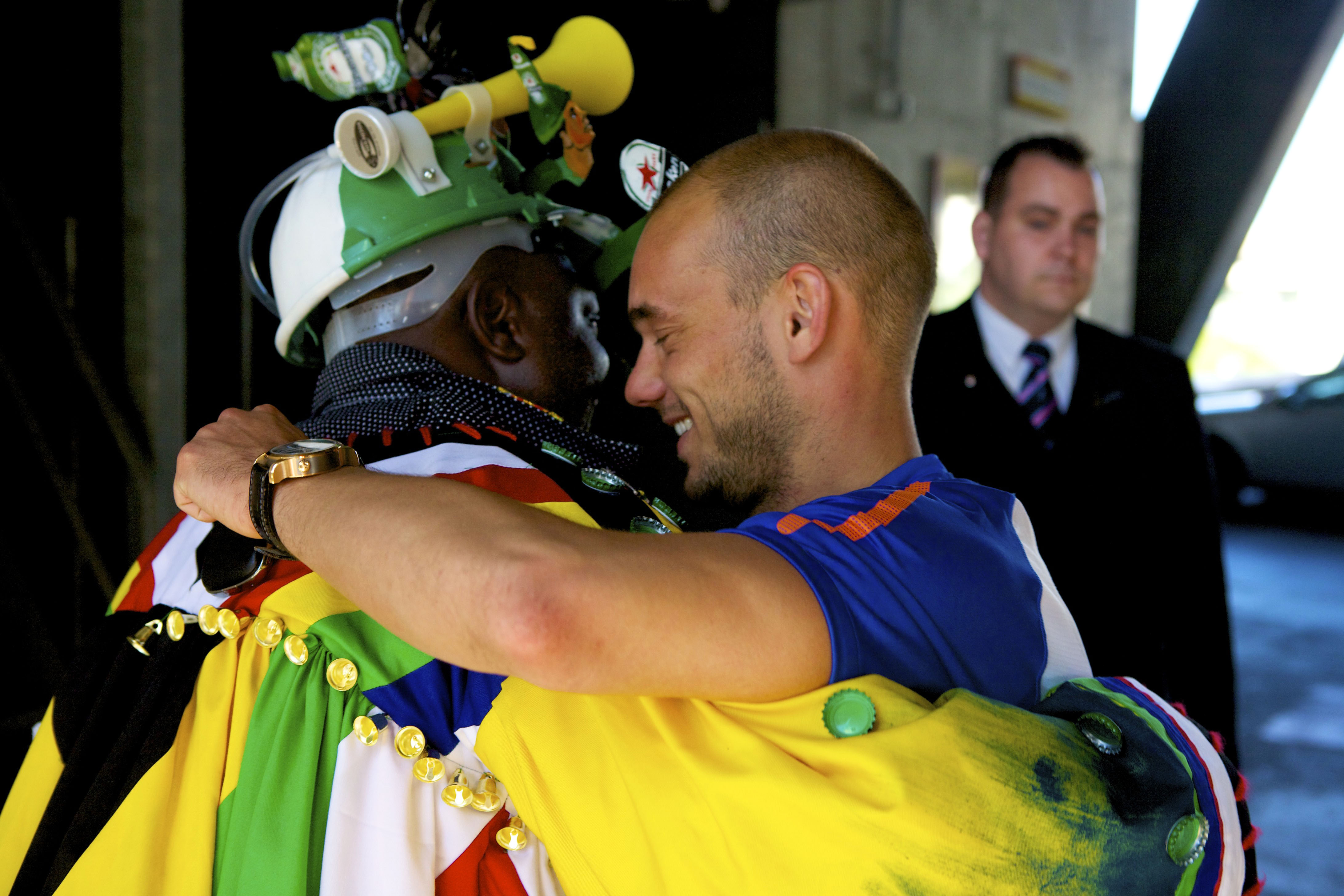
Sneijder saluant l'ancien joueur sud-africain Brian Baloyi à la Coupe du monde de 2010.

Wesley Sneijder honore sa première sélection avec l'équipe nationale des Pays-Bas le 30 avril 2003 contre l'équipe du Portugal (1-1). Il inscrit son premier but lors de sa deuxième sélection, le 11 octobre de la même année face à la Moldavie, contre qui son équipe s'impose largement (5-0). Le 19 novembre 2003 face à l'Écosse lors du match de barrage retour des qualifications pour l'Euro 2004, Sneijder contribue à la nette victoire des siens (6-0) en inscrivant un but et en délivrant trois passes décisives. Son équipe s'impose par six buts à zéro ce jour-là. Il est par la suite sélectionné par Dick Advocaat pour participer à l'Euro 2004. Alors le plus jeune joueur de l'effectif, il entre en jeu face à l'Allemagne et la Lettonie, . Il atteint la demi-finale avec les Pays-Bas. Sneijder participe ensuite à la coupe du monde 2006.
À l'Euro 2008, Sneijder marque un but et est élu homme du match lors du premier match de son équipe (victoire (3-0) contre l'Italie). Lors du deuxième, il marque encore, les Pays-Bas battent la France (4-1) , et il est une nouvelle fois élu homme du match. Mais sa lancée s'arrête en quart de finale, où les Pays-Bas perdent 3 buts à 1 contre l'équipe de Russie.

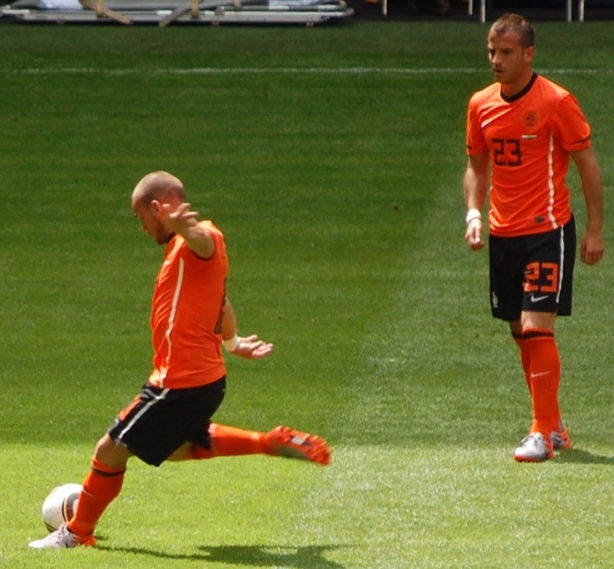
Sneijder en train de tirer un coup-franc, sous le regard de Rafael van der Vaart.

Sneijder entame la Coupe du monde de 2010 en Afrique du Sud en étant élu homme du match contre le Danemark (victoire 2 à 0). Dès la deuxième journée, contre le Japon, Wesley Sneijder marque un but d'une frappe puissante des 20 mètres qui offre la victoire à son équipe (élu homme du match). Il récidive lors de la dernière journée face à la Slovaquie sur une passe de Dirk Kuyt. En quart de finale, contre le Brésil, il inscrit le premier but des Pays-Bas grâce à un centre-tir enroulé et marque une seconde fois de la tête (2-1) , propulsant son équipe en demi-finale (élu homme du match). En demi-finale, les Pays-Bas affronte l'Uruguay et l'emporte par le score de (3-2) ; Sneijder s'illustre une nouvelle fois dans ce match en marquant le but du 2-1 et est élu homme du match une nouvelle fois. Il participe ainsi à sa première finale de Coupe du monde, que les Néerlandais perdent à la fin de la prolongation face à l'Espagne (0-1).

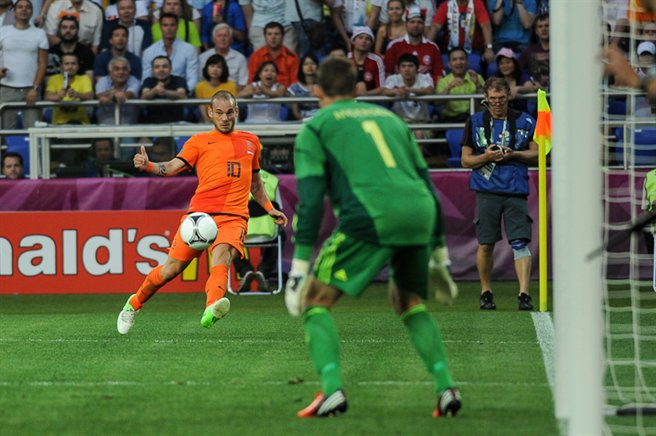
Sneijder lors de l'Euro 2012, face au Danemark le 9 juin 2012.

Il est nommé pour le Ballon d'or du meilleur joueur de la Coupe du monde 2010, terminant deuxième derrière Diego Forlán et devant David Villa. Il totalise cinq buts dans cette Coupe du monde, ce qui lui permettra de terminer soulier de bronze de la compétition.
Malgré sa saison extraordinaire, Sneijder n'est pas retenu parmi les trois finalistes du ballon d'or FIFA, les jurés lui préférant les Barcelonais Xavi, Andrés Iniesta et Lionel Messi. Ce choix, jugé surprenant par beaucoup d'observateurs, peut s'expliquer par les bonnes performances du FC Barcelone ainsi que par la victoire en Coupe du monde 2010 pour les deux milieux espagnols, véritables pièces maitresses de La Roja durant la compétition. Toutefois, le nouveau système du Ballon d'or fusionné avec le Meilleur footballeur de l'année FIFA fait voter les sélectionneurs et capitaines d'équipes nationales en plus des journalistes. Or, le détail des votes et France Football expliquent que Sneijder aurait gagné le Ballon d'or si les seuls journalistes avaient voté.
Le 2 septembre 2011, il inscrit deux buts face à Saint-Marin dans ce qui deviendra la plus large victoire de l'histoire des Pays-Bas (11-0).
Lors de la Coupe du monde 2014, il égalise en toute fin de match (88e) face au Mexique en huitième de finale d'une frappe puissante à ras de terre à la suite d'un corner. Il permet à deux minutes de la fin du temps réglementaire à son équipe de se maintenir dans la compétition, où elle atteindra la troisième place. Le 4 mars 2018, il annonce mettre un terme à sa carrière internationale après 133 matchs (recordman de sélections devant Edwin van der Sar) à l’âge de 33 ans.
Le 6 septembre 2018, Ronald Koeman lui offre une dernière sélection à l'occasion d'un match amical face au Pérou, à la Johan Cruijff ArenA (2-1). Le joueur se retire définitivement après cette 134e sélection.

#### Vie privée
Wesley Sneijder a 2 enfants. Son premier enfant, né en 2006 d'un premier mariage, vit avec sa mère aux Pays-Bas. Le 17 juillet 2010, soit six jours après avoir participé à la finale de la Coupe du monde contre l'Espagne, Wesley Sneijder se marie en Toscane avec Yolanthe Cabau van Kasbergen, mannequin hispano-néerlandaise. En 2015, ils ont un garçon (deuxième enfant de Wesley) mais en mars 2019, le couple annonce son divorce.

## Style de jeu
Wesley Sneijder évolue au poste de meneur de jeu. Il est doté d'une bonne technique et d'une excellente vision du jeu et sait orienter le jeu à l'aide de passes courtes ou longues, comme un numéro 10 classique. Ce ne sont pas ses seules qualités. Il est également très bon dribbleur, très rapide balle au pied et très adroit face au but. Joueur très collectif, il possède également une belle frappe de balle, ce qui lui permet de marquer de nombreux buts sur coup franc. De plus, son adresse exceptionnelle du pied gauche lui permet de jouer juste très vite, à l'image d'un Zidane. Sa petite taille (1 mètre 70) ne l'empêche pas de marquer des buts de la tête, comme face au Brésil en quarts-de-finale de la Coupe du monde 2010. Enfin, sa légendaire "grinta" (rage de vaincre en espagnol) lui a permis de renverser nombre de situations mal engagées, comme lors des huitièmes finales de La Ligue des champions 2010/2011 face au Bayern Munich, où il égalisa d'une superbe frappe des 20 m sur un service de son coéquipier Samuel Eto'o.

## Statistiques

### Statistiques détaillées
| Saison                | Club                  | Championnat           | Championnat | Championnat | Championnat | Coupe(s) nationale(s) | Coupe(s) nationale(s) | Coupe(s) nationale(s) | Supercoupe | Supercoupe | Supercoupe | Compétition(s) continentale(s) | Compétition(s) continentale(s) | Compétition(s) continentale(s) | Compétition(s) continentale(s) | Autres compétitions | Autres compétitions | Autres compétitions | Autres compétitions | Pays-Bas | Pays-Bas | Pays-Bas | Total | Total | Total |
| Saison                | Club                  | Division              | M.          | B.          | P.d.        | M.                    | B.                    | P.d.                  | M.         | B.         | P.d.       | Comp.                          | M.                             | B.                             | P.d.                           | Comp.               | M.                  | B.                  | P.d.                | M.       | B.       | P.d.     | M.    | B.    | P.d.  |
| 2002-2003             | Ajax Amsterdam        | Eredivisie            | 17          | 4           | 0           | 3                     | 1                     | 0                     | -          | -          | -          | C1                             | 3                              | 0                              | 0                              | -                   | -                   | -                   | -                   | 1        | 0        | 0        | 24    | 5     | 0     |
| 2003-2004             | Ajax Amsterdam        | Eredivisie            | 30          | 9           | 11          | 1                     | 0                     | 0                     | -          | -          | -          | C1                             | 7                              | 1                              | 2                              | -                   | -                   | -                   | -                   | 10       | 2        | 5        | 48    | 12    | 18    |
| 2004-2005             | Ajax Amsterdam        | Eredivisie            | 30          | 7           | 8           | 3                     | 1                     | 0                     | 1          | 1          | 0          | C1                             | 7                              | 0                              | 3                              | -                   | -                   | -                   | -                   | 6        | 3        | 0        | 47    | 12    | 11    |
| 2005-2006             | Ajax Amsterdam        | Eredivisie            | 19          | 5           | 6           | 3                     | 2                     | 2                     | -          | -          | -          | C1                             | 7                              | 4                              | 1                              | PO                  | 2                   | 1                   | 0                   | 10       | 0        | 1        | 41    | 12    | 10    |
| 2006-2007             | Ajax Amsterdam        | Eredivisie            | 30          | 18          | 9           | 4                     | 1                     | 1                     | 1          | 1          | 0          | C1+C3                          | 2+7                            | 0+1                            | 0+1                            | PO                  | 3                   | 1                   | 1                   | 8        | 1        | 3        | 55    | 23    | 15    |
| Sous-total            | Sous-total            | Sous-total            | 126         | 43          | 34          | 14                    | 5                     | 2                     | 2          | 2          | 0          | -                              | 33                             | 6                              | 7                              | -                   | 5                   | 2                   | 1                   | 35       | 6        | 9        | 215   | 64    | 53    |
| 2007-2008             | Real Madrid           | Liga                  | 30          | 9           | 6           | 2                     | 0                     | 0                     | 1          | 0          | 1          | C1                             | 5                              | 0                              | 1                              | -                   | -                   | -                   | -                   | 13       | 5        | 5        | 51    | 14    | 13    |
| 2008-2009             | Real Madrid           | Liga                  | 22          | 2           | 2           | 2                     | 0                     | 0                     | -          | -          | -          | C1                             | 4                              | 0                              | 0                              | -                   | -                   | -                   | -                   | 6        | 0        | 1        | 34    | 2     | 3     |
| Sous-total            | Sous-total            | Sous-total            | 52          | 11          | 8           | 4                     | 0                     | 0                     | 1          | 0          | 1          | -                              | 9                              | 0                              | 1                              | -                   | -                   | -                   | -                   | 19       | 5        | 6        | 85    | 16    | 16    |
| 2009-2010             | Inter Milan           | Serie A               | 26          | 4           | 6           | 4                     | 1                     | 1                     | -          | -          | -          | C1                             | 11                             | 3                              | 6                              | -                   | -                   | -                   | -                   | 14       | 8        | 2        | 55    | 16    | 15    |
| 2010-2011             | Inter Milan           | Serie A               | 25          | 4           | 5           | 2                     | 0                     | 2                     | 1          | 0          | 1          | C1                             | 9                              | 3                              | 2                              | SU+CMC              | 1+1                 | 0+0                 | 0+0                 | 8        | 2        | 2        | 47    | 9     | 12    |
| 2011-2012             | Inter Milan           | Serie A               | 20          | 4           | 5           | 2                     | 0                     | 0                     | 1          | 1          | 0          | C1                             | 5                              | 0                              | 1                              | -                   | -                   | -                   | -                   | 11       | 3        | 3        | 39    | 8     | 9     |
| 2012-2013             | Inter Milan           | Serie A               | 5           | 1           | 1           | -                     | -                     | -                     | -          | -          | -          | C1                             | 3                              | 1                              | 2                              | -                   | -                   | -                   | -                   | 3        | 0        | 2        | 11    | 2     | 5     |
| Sous-total            | Sous-total            | Sous-total            | 76          | 13          | 17          | 8                     | 1                     | 3                     | 2          | 1          | 1          | -                              | 28                             | 7                              | 11                             | -                   | 2                   | 0                   | 0                   | 36       | 13       | 9        | 152   | 35    | 41    |
| 2013                  | Galatasaray           | Süper Lig             | 12          | 3           | 0           | -                     | -                     | -                     | -          | -          | -          | C1                             | 4                              | 1                              | 1                              | -                   | -                   | -                   | -                   | 3        | 1        | 0        | 19    | 5     | 1     |
| 2013-2014             | Galatasaray           | Süper Lig             | 28          | 12          | 7           | 6                     | 3                     | 1                     | 1          | 0          | 0          | C1                             | 7                              | 2                              | 1                              | -                   | -                   | -                   | -                   | 12       | 2        | 3        | 54    | 19    | 12    |
| 2014-2015             | Galatasaray           | Süper Lig             | 31          | 10          | 2           | 6                     | 3                     | 3                     | 1          | 0          | 0          | C1                             | 6                              | 1                              | 1                              | -                   | -                   | -                   | -                   | 10       | 1        | 2        | 54    | 15    | 8     |
| 2015-2016             | Galatasaray           | Süper Lig             | 25          | 5           | 7           | 6                     | 0                     | 0                     | 1          | 0          | 0          | C1+C3                          | 6+2                            | 0                              | 1+0                            | -                   | -                   | -                   | -                   | 6        | 1        | 2        | 46    | 6     | 10    |
| 2016-2017             | Galatasaray           | Süper Lig             | 28          | 5           | 15          | 4                     | 0                     | 1                     | 1          | 0          | 1          | -                              | -                              | -                              | -                              | -                   | -                   | -                   | -                   | 10       | 2        | 0        | 43    | 7     | 17    |
| Sous-total            | Sous-total            | Sous-total            | 124         | 35          | 31          | 22                    | 6                     | 5                     | 4          | 0          | 1          | -                              | 25                             | 4                              | 4                              | -                   | -                   | -                   | -                   | 41       | 7        | 7        | 216   | 52    | 48    |
| 2017-2018             | OGC Nice              | Ligue 1               | 5           | 0           | 0           | -                     | -                     | -                     | -          | -          | -          | C1+C3                          | 2+1                            | 0+0                            | 0+1                            | -                   | -                   | -                   | -                   | 2        | 0        | 0        | 10    | 0     | 1     |
| Sous-total            | Sous-total            | Sous-total            | 5           | 0           | 0           | -                     | -                     | -                     | -          | -          | -          | -                              | 3                              | 0                              | 1                              | -                   | -                   | -                   | -                   | 2        | 0        | 0        | 10    | 0     | 1     |
| 2017-2018             | Al-Gharafa SC         | QSL                   | 10          | 8           | 4           | -                     | -                     | -                     | -          | -          | -          | AFC                            | 6                              | 2                              | 1                              | -                   | -                   | -                   | -                   | 1        | 0        | 0        | 17    | 10    | 5     |
| 2018-2019             | Al-Gharafa SC         | QSL                   | 11          | 6           | 1           | -                     | -                     | -                     | -          | -          | -          | -                              | -                              | -                              | -                              | -                   | -                   | -                   | -                   | -        | -        | -        | 11    | 6     | 1     |
| Sous-total            | Sous-total            | Sous-total            | 21          | 14          | 5           | -                     | -                     | -                     | -          | -          | -          | -                              | 6                              | 2                              | 1                              | -                   | -                   | -                   | -                   | 1        | 0        | 0        | 28    | 16    | 6     |
| Total sur la carrière | Total sur la carrière | Total sur la carrière | 404         | 116         | 95          | 49                    | 13                    | 10                    | 9          | 3          | 3          | -                              | 104                            | 19                             | 25                             | -                   | 7                   | 2                   | 1                   | 134      | 31       | 31       | 707   | 184   | 165   |

### Buts en sélection
| Buts en sélection de Wesley Sneijder | Buts en sélection de Wesley Sneijder | Buts en sélection de Wesley Sneijder                       | Buts en sélection de Wesley Sneijder | Buts en sélection de Wesley Sneijder | Buts en sélection de Wesley Sneijder | Buts en sélection de Wesley Sneijder    |
| #                                    | Date                                 | Lieu                                                       | Adversaire                           | Score                                | Résultats                            | Compétitions                            |
| ------------------------------------ | ------------------------------------ | ---------------------------------------------------------- | ------------------------------------ | ------------------------------------ | ------------------------------------ | --------------------------------------- |
| 1                                    | 11 octobre 2003                      | Philips Stadion, Eindhoven, Pays-Bas                       | Moldavie                             | 2–0                                  | 5-0                                  | Éliminatoires Euro 2004                 |
| 2                                    | 19 novembre 2003                     | Amsterdam ArenA, Amsterdam, Pays-Bas                       | Écosse                               | 1–0                                  | 6-0                                  | Barrages Euro 2004                      |
| 3                                    | 18 août 2004                         | Råsunda, Stockholm, Suède                                  | Suède                                | 1–1                                  | 2-2                                  | Match amical                            |
| 4                                    | 17 novembre 2004                     | Stade olympique Lluís-Companys, Barcelone, Espagne         | Andorre                              | 0–3                                  | 3-0                                  | Éliminatoires de la Coupe du monde 2006 |
| 5                                    | 8 juin 2005                          | Amsterdam ArenA, Amsterdam, Pays-Bas                       | Finlande                             | 1–1                                  | 3-1                                  | Éliminatoires de la Coupe du monde 2006 |
| 6                                    | 24 mars 2007                         | Amsterdam ArenA, Amsterdam, Pays-Bas                       | Russie                               | 2–0                                  | 4-1                                  | Match amical                            |
| 7                                    | 8 septembre 2007                     | Amsterdam ArenA, Amsterdam, Pays-Bas                       | Bulgarie                             | 1–0                                  | 2-0                                  | Éliminatoires Euro 2008                 |
| 8                                    | 17 octobre 2007                      | Philips Stadion, Eindhoven, Pays-Bas                       | Slovénie                             | 1–0                                  | 2-0                                  | Éliminatoires Euro 2008                 |
| 9                                    | 1er mai 2008                         | Feijenoord Stadion, Rotterdam, Pays-Bas                    | Pays de Galles                       | 2–0                                  | 2-0                                  | Match amical                            |
| 10                                   | 9 juin 2008                          | Stade du Wankdorf, Berne, Suisse                           | Italie                               | 2–0                                  | 3-0                                  | Euro 2008                               |
| 11                                   | 13 juin 2008                         | Stade du Wankdorf, Berne, Suisse                           | France                               | 4–1                                  | 4-1                                  | Euro 2008                               |
| 12                                   | 9 mai 2009                           | De Grolsch Veste, Enschede, Pays-Bas                       | Japon                                | 2–0                                  | 3-0                                  | Match amical                            |
| 13                                   | 1er juin 2010                        | Feijenoord Stadion, Rotterdam, Pays-Bas                    | Ghana                                | 3–1                                  | 4-1                                  | Match amical                            |
| 14                                   | 5 juin 2010                          | Amsterdam ArenA, Amsterdam, Pays-Bas                       | Hongrie                              | 2–1                                  | 6-1                                  | Match amical                            |
| 15                                   | 19 juin 2010                         | Stade Moses Mabhida, Durban, Afrique du Sud                | Japon                                | 1–0                                  | 1-0                                  | Coupe du monde 2010                     |
| 16                                   | 28 juin 2010                         | Stade Moses Mabhida, Durban, Afrique du Sud                | Slovaquie                            | 2–0                                  | 2-1                                  | Coupe du monde 2010                     |
| 17                                   | 2 juillet 2010                       | Nelson Mandela Bay Stadium, Port Elizabeth, Afrique du Sud | Brésil                               | 1–1                                  | 2-1                                  | Coupe du monde 2010                     |
| 18                                   | 2 juillet 2010                       | Nelson Mandela Bay Stadium, Port Elizabeth, Afrique du Sud | Brésil                               | 2–1                                  | 2-1                                  | Coupe du monde 2010                     |
| 19                                   | 6 juillet 2010                       | Cape Town Stadium, Cap, Afrique du Sud                     | Uruguay                              | 2–1                                  | 3-2                                  | Coupe du monde 2010                     |
| 20                                   | 9 février 2011                       | Philips Stadion, Eindhoven, Pays-Bas                       | Autriche                             | 1-0                                  | 3-1                                  | Match amical                            |
| 21                                   | 29 mars 2011                         | Amsterdam Arena, Amsterdam, Pays-Bas                       | Hongrie                              | 2-2                                  | 5-3                                  | Éliminatoires Euro 2012                 |
| 22                                   | 3 septembre 2011                     | Philips Stadion, Eindhoven, Pays-Bas                       | Saint-Marin                          | 2-0                                  | 11-0                                 | Éliminatoires Euro 2012                 |
| 23                                   | 3 septembre 2011                     | Philips Stadion, Eindhoven, Pays-Bas                       | Saint-Marin                          | 10-0                                 | 11-0                                 | Éliminatoires Euro 2012                 |
| 24                                   | 2 juin 2012                          | Amsterdam Arena, Amsterdam, Pays-Bas                       | Irlande du Nord                      | 2-0                                  | 6-0                                  | Match amical                            |
| 25                                   | 11 juin 2013                         | Stade des ouvriers, Pékin, Chine                           | Chine                                | 2-0                                  | 2-0                                  | Match amical                            |
| 26                                   | 15 octobre 2013                      | Stade Şükrü Saracoğlu, Istanbul, Turquie                   | Turquie                              | 2-0                                  | 2-0                                  | Éliminatoires de la Coupe du monde 2014 |
| 27                                   | 29 juin 2014                         | Stade Governador-Plácido-Castelo, Fortaleza, Brésil        | Mexique                              | 1-1                                  | 2-1                                  | Coupe du monde 2014                     |
| 28                                   | 12 novembre 2014                     | Amsterdam ArenA, Amsterdam, Pays-Bas                       | Mexique                              | 1-1                                  | 2-3                                  | Match amical                            |
| 29                                   | 10 octobre 2015                      | Astana Arena, Astana, Kazakhstan                           | Kazakhstan                           | 2-0                                  | 2-1                                  | Éliminatoires Euro 2016                 |
| 30                                   | 6 septembre 2016                     | Friends Arena, Solna, Suède                                | Suède                                | 1-1                                  | 1-1                                  | Éliminatoires de la Coupe du monde 2018 |
| 31                                   | 9 juin 2017                          | De Kuip, Rotterdam, Pays-Bas                               | Luxembourg                           | 2-0                                  | 5-0                                  | Éliminatoires de la Coupe du monde 2018 |

## Palmarès

### En club
- Vainqueur de la Coupe du Monde des Clubs en 2010 avec l'Inter Milan
- Vainqueur de la Ligue des Champions en 2010 avec l'Inter Milan
- Champion des Pays-Bas en 2004 avec l'Ajax Amsterdam
- Champion d'Espagne en 2008 avec le Real Madrid
- Champion d'Italie en 2010 avec l'Inter Milan
- Champion de Turquie en 2013 et en 2015 avec le Galatasaray SK
- Vainqueur de la Coupe des Pays-Bas en 2006 et en 2007 avec l'Ajax Amsterdam
- Vainqueur de la Coupe d'Italie en 2010 et en 2011 avec l'Inter Milan
- Vainqueur de la Coupe de Turquie en 2014, en 2015 et en 2016 avec le Galatasaray SK
- Vainqueur de la Supercoupe des Pays-Bas en 2002 et en 2006 avec l'Ajax Amsterdam
- Vainqueur de la Supercoupe d'Espagne en 2008 avec le Real Madrid
- Vainqueur de la Supercoupe d'Italie en 2010 avec l'Inter Milan
- Vainqueur de la Supercoupe de Turquie en 2013, en 2015 et 2016 avec le Galatasaray SK
- Finaliste de la Supercoupe d'Europe en 2010 avec l'Inter Milan
- Finaliste de la Supercoupe des Pays-Bas en 2004. avec l'Ajax Amsterdam
- Finaliste de la Supercoupe d'Espagne en 2007 avec le Real Madrid
- Finaliste de la Supercoupe d'Italie en 2011 avec l'Inter Milan
- Finaliste de la Supercoupe de Turquie en 2014 avec le Galatasaray SK

### En équipe des Pays-Bas
- 134 sélections et 31 buts entre 2002 et 2018
- Participation au Championnat d'Europe des Nations en 2004 (1/2 finaliste), en 2008 (1/4 de finaliste) et en 2012 (Premier Tour)
- Participation à la Coupe du Monde en 2006 (1/8 de finaliste), en 2010 (Finaliste) et en 2014 (3e)

### Distinctions individuelles
- Soulier de bronze de la Coupe du Monde 2010 (5 buts)
- Ballon d'Argent de la Coupe du Monde 2010
- Meilleur passeur de la Süper Lig en 2017 (15 passes)
- Meilleur passeur de la Ligue des Champions en 2010 (6 passes)
- Élu 4e au Ballon d'Or en 2010
- Élu meilleur milieu de terrain de l'année UEFA en 2010
- Élu Talent des Pays-Bas de l'année en 2004 et en 2007
- Membre de l'équipe-type de l'Euro 2008
- Membre de l'équipe-type de la Coupe du Monde 2010
- Membre de l'équipe-type de FIFA/FIFPro World XI en 2010
- Membre de l'équipe type de l'année UEFA en 2010